# Юнацька збірна Іспанії з футболу (U-17)
Юнацька збірна Іспанії з футболу (U-17) — національна футбольна збірна Іспанії, що складається із гравців віком до 17 років. Керівництво командою здійснює Королівська іспанська футбольна федерація. До зміни формату юнацьких чемпіонатів Європи у 2001 році функціонувала як збірна до 16 років.
Головним континентальним турніром для команди є Юнацький чемпіонат Європи з футболу (U-17), успішний виступ на якому дозволяє отримати путівку на Чемпіонат світу (U-17). Також може брати участь у товариських і регіональних змаганнях.

## Виступи на міжнародних турнірах

### Юнацький чемпіонат Європи (U-17)
| Рік    | Раунд                    | І   | В  | Н  | П  | Г+  | Г-  |
| ------ | ------------------------ | --- | -- | -- | -- | --- | --- |
| 2002   | четверте місце           | 8   | 5  | 2  | 1  | 21  | 11  |
| 2003   | віце-чемпіон             | 8   | 5  | 2  | 1  | 21  | 9   |
| 2004   | віце-чемпіон             | 8   | 5  | 1  | 2  | 19  | 7   |
| 2005   | другий відбірковий раунд | 3   | 2  | 1  | 0  | 3   | 1   |
| 2006   | третє місце              | 8   | 5  | 2  | 1  | 19  | 5   |
| 2007   | переможець               | 8   | 6  | 2  | 0  | 12  | 3   |
| 2008   | переможець               | 11  | 8  | 3  | 0  | 29  | 9   |
| 2009   | груповий етап            | 9   | 4  | 5  | 0  | 14  | 4   |
| 2010   | віце-чемпіон             | 11  | 9  | 0  | 2  | 37  | 7   |
| 2011   | другий відбірковий раунд | 6   | 5  | 0  | 1  | 18  | 6   |
| 2012   | другий відбірковий раунд | 6   | 4  | 2  | 0  | 17  | 4   |
| 2013   | другий відбірковий раунд | 6   | 3  | 0  | 3  | 9   | 8   |
| 2014   | другий відбірковий раунд | 6   | 4  | 1  | 1  | 8   | 2   |
| 2015   | чвертьфінали             | 11  | 5  | 6  | 0  | 14  | 5   |
| 2016   | віце-чемпіон             | 12  | 8  | 4  | 0  | 18  | 6   |
| 2017   | переможець               | 12  | 8  | 3  | 1  | 30  | 9   |
| 2018   | чвертьфінали             | 10  | 5  | 3  | 2  | 16  | 8   |
| 2019   | півфінали                | 11  | 8  | 1  | 2  | 20  | 6   |
| Усього | 13/18                    | 154 | 99 | 38 | 17 | 325 | 110 |

### Юнацький чемпіонат світу (U-17)
| Рік    | Раунд              | Місце              | І                  | В                  | Н                  | П                  | Г+                 | Г-                 |
| ------ | ------------------ | ------------------ | ------------------ | ------------------ | ------------------ | ------------------ | ------------------ | ------------------ |
| 1991   | віце-чемпіон       | 2-е                | 6                  | 4                  | 1                  | 1                  | 13                 | 5                  |
| 1993   | не кваліфікувалася | не кваліфікувалася | не кваліфікувалася | не кваліфікувалася | не кваліфікувалася | не кваліфікувалася | не кваліфікувалася | не кваліфікувалася |
| 1995   | груповий етап      | 13-е               | 3                  | 1                  | 1                  | 1                  | 4                  | 4                  |
| 1997   | третє місце        | 3-є                | 6                  | 5                  | 0                  | 1                  | 22                 | 6                  |
| 1999   | груповий етап      | 11-е               | 3                  | 1                  | 1                  | 1                  | 7                  | 2                  |
| 2001   | груповий етап      | 13-е               | 3                  | 1                  | 0                  | 2                  | 4                  | 6                  |
| 2003   | віце-чемпіон       | 2-е                | 6                  | 4                  | 1                  | 1                  | 16                 | 10                 |
| 2005   | не кваліфікувалася | не кваліфікувалася | не кваліфікувалася | не кваліфікувалася | не кваліфікувалася | не кваліфікувалася | не кваліфікувалася | не кваліфікувалася |
| 2007   | віце-чемпіон       | 2-е                | 7                  | 4                  | 3                  | 0                  | 13                 | 6                  |
| 2009   | третє місце        | 3-є                | 7                  | 5                  | 1                  | 1                  | 18                 | 10                 |
| 2011   | не кваліфікувалася | не кваліфікувалася | не кваліфікувалася | не кваліфікувалася | не кваліфікувалася | не кваліфікувалася | не кваліфікувалася | не кваліфікувалася |
| 2013   | не кваліфікувалася | не кваліфікувалася | не кваліфікувалася | не кваліфікувалася | не кваліфікувалася | не кваліфікувалася | не кваліфікувалася | не кваліфікувалася |
| 2015   | не кваліфікувалася | не кваліфікувалася | не кваліфікувалася | не кваліфікувалася | не кваліфікувалася | не кваліфікувалася | не кваліфікувалася | не кваліфікувалася |
| 2017   | віце-чемпіон       | 2-е                | 7                  | 5                  | 0                  | 2                  | 12                 | 9                  |
| 2019   | чвертьфінали       | 6-е                | 5                  | 2                  | 1                  | 1                  | 10                 | 8                  |
| 2021   | не визначено       | не визначено       | не визначено       | не визначено       | не визначено       | не визначено       | не визначено       | не визначено       |
| Усього | 11/16              | 9-е                | 48                 | 30                 | 8                  | 10                 | 107                | 62                 |